# Chart Korbjitti
Chart Korbjitti, parfois orthographié Tchât Kopjitti (thaï : ชาติ กอบจิตติ), né en 1954 à Samut Sakhon, est un écrivain thaïlandais qui reçut deux fois le prix des écrivains de l'Asie du Sud-Est pour la Thaïlande (S.E.A. Write Award), l'équivalent du prix Goncourt en Asie du Sud-Est, pour ses romans, La Chute de Fak (Khamphiphaksa - The Judgment) en 1981 et Sonne l'heure en 1994,.
Chart Korbjitti est un des rares écrivains thaïlandais pouvant vivre des ventes de ses romans et recueils de nouvelles ; ses livres se vendent par dizaines de milliers d’exemplaires et sont régulièrement réédités.

## Biographie

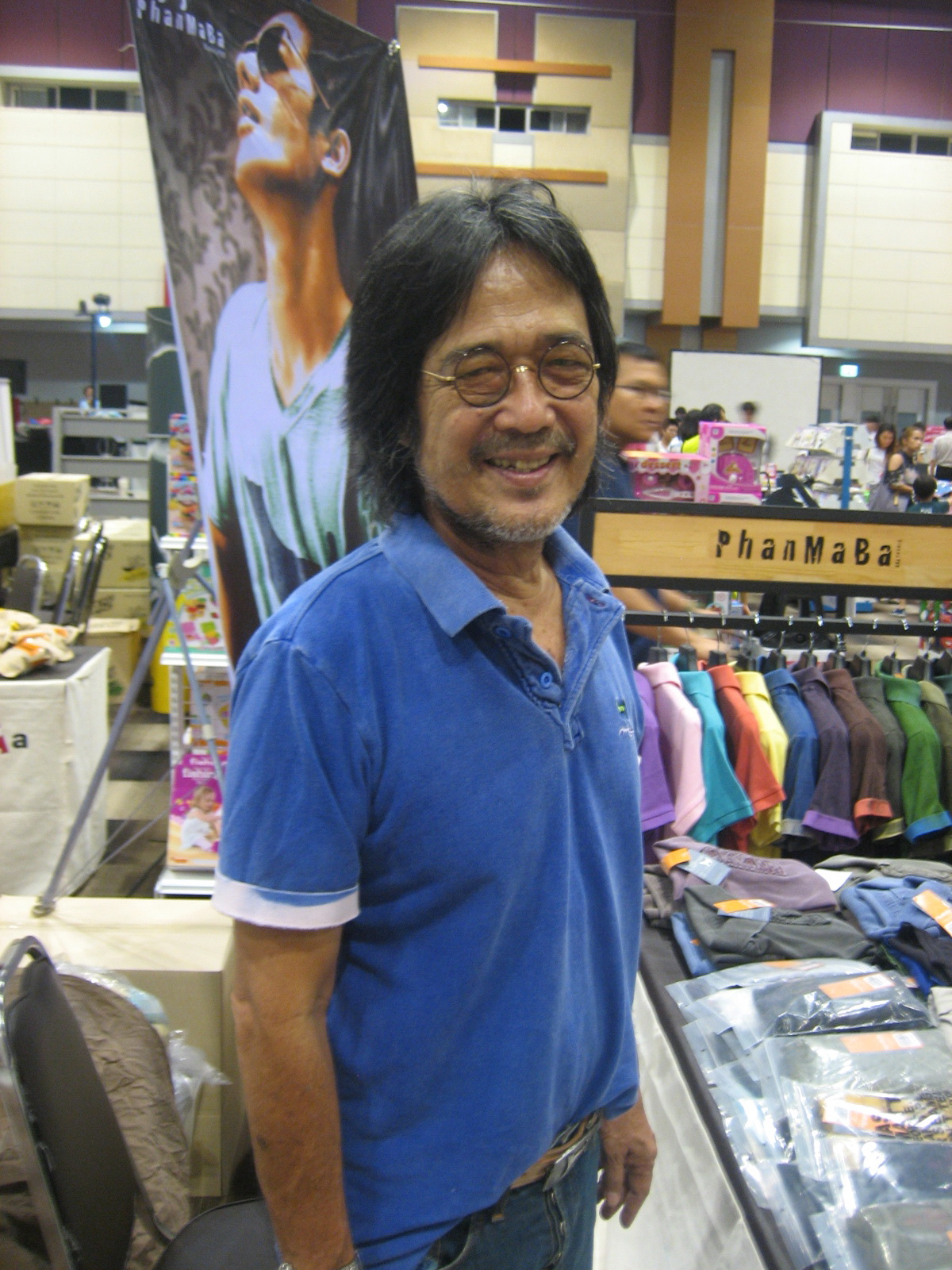
Chart Korbjitti en 2018 à Bangkok

Chart est né dans la région du Khlong Sunak Hon, à Samut Sakhon, en Thaïlande. Il est le second d'une fratrie de neuf enfants d'une famille de marchands de sel et d'épiciers. À l'âge de sept ans, il quitte Samut Sakhon, qui était encore alors un village de pêcheurs et de paludiers pour aller à Bangkok chez sa grand-mère. Il y suit à la fois les cours de l'école publique et un enseignement religieux dans un monastère.
En 1969, à l'âge de 15 ans, il publie sa première nouvelle, Nak Rian Nak Leng, dans une publication scolaire de l'école Pathum Khong Kha.
Il entre ensuite à l'académie des arts de Poh Chang à Bangkok et il y étudie la peinture et la gravure.
Son histoire Phu Phae gagne en 1979 le prix "Cho Karaket" pour les nouvelles, du magazine Lok Nangsue.
Après avoir exercé différents métiers puis créé une entreprise artisanale de maroquinerie avec sa femme, il vend son affaire et s'établit en tant qu'écrivain à plein temps, déclarant : « J'ai choisi d'être écrivain. J'y consacre toute ma vie. J'ai vendu toute ma vie pour ça. »
Il a fondé la maison d'édition Samnakphim Hon (Howling Books), qui publie toutes ses œuvres.

## Œuvres
- ทางชนะ (Thang Chana ; Vers la victoire), nouvelles, 1979
- จนตรอก (Chon Trok ; No Way Out ; Le cul-de-sac), nouvelle longue, 1980
- คำพิพากษา (Kampipaksa ; The Judgment ; La Chute de Fak), roman, 1981
- เรื่องธรรมดา (Rueang Thamada ; An Ordinary History ; Une histoire ordinaire), nouvelle longue, 1983
- มีดประจำตัว (Mit Pracham Tua ; Le couteau personnel), nouvelles, 1984
- หมาเน่าลอยน้ำ (Ma Nao Loi Nam ; Le chien décomposé au fil de l'eau), nouvelle longue, 1987
- พันธุ์หมาบ้า (Phan Ma Ba ; Mad Dogs & Co ; Chiens fous), roman, 1988
- นครไม่เป็นไร (Nakhon Mai Pen Rai ; La ville mai pen rai), nouvelles, 1989
- เวลา (Wela ; Time ; Sonne l'heure), roman, 1993
- บันทึก : บันทึกเรื่องราวไร้สาระของชีวิต (Banthuek: Banthuek Rueang Rao Rai Sara Khong Chiwit ; Note : note sur l'absurdité de la vie), essai, 1996
- รายงานถึง ฯพณฯ นายกรัฐมนตรี (Raingan Thueng Phanathan Nayok Ratthamontri ; Rapport à Son Excellence le Premier Ministre), nouvelle longue, 1996
- ลมหลง (Lom Long ; Le vent oublie), scénario, 2000
- เปลญวนใต้ต้นนุ่น (Ple Yuan Tai Ton Nun), 2003
- บริการรับนวดหน้า (Borikan Rap Nuat Na), 2005
- ล้อมวงคุย (Lorm Wong Khui), 2008
- facebook : โลกอันซ้อนกันอยู่ (Facebook : Lok An Son Kan Yu ; Facebook: Worlds Overlapped), nouvelle, 2016[6]
- (หา)เรื่องที่บ้าน, 2018

## Œuvres traduites en français
- Une histoire ordinaire [« เรื่องธรรมดา /  Rueang thammadâ »]  (trad. du thaï par Marcel Barang), Paris, P. Picquier,‎ 1992 (épuisé), 128 p., réédité en février 2024 aux éditions Gope.
- Sonne l'heure [« เวลา / Wéla »]  (trad. du thaï par Marcel Barang), Paris, Seuil,‎ 2002, 216 p., réédité en juillet 2022 aux éditions Gope.
- La Chute de Fak [« คำพิพากษา / Kampipâksâ »]  (trad. du thaï par Marcel Barang), Paris, Seuil,‎ 2003, 302 p., réédité en septembre 2020 aux éditions Gope[7],[8],[9],[10],.
- Chiens fous [« Pane Mâ Bâ »]  (trad. du thaï par Marcel Barang), Paris, Asphalte, 2011, 519 p. (ISBN 978-2-918767-09-1, présentation en ligne)[11].
- nouvelle « La ville mai pen rai », traduction de Marcel Barang, Europe, 2003 et traduction Louise Pichard-Bertaux, ÉCRIRE BANGKOK : La ville dans la nouvelle contemporaine en Thaïlande, 2010, consultable en ligne pages 279, 280 et 281.
- nouvelle « De retour au village », traduction et commentaire biographique de Louise Pichard-Bertaux, Impressions d'Extrême-Orient, 2010, consultable en ligne.
- nouvelle « Bangkok », traduction de Marcel Barang, 2012[12]
- nouvelle « Octobre », traduction de Marcel Barang, Jentayu Hors-série n°2 Thaïlande, pages 35-42, Éd. Jentayu, 2017.
- nouvelle « Notre avenir », traduction de Marcel Barang, Jentayu n° 10, Éd. Jentayu, 2019.